# Kasteel Trosky
Kasteel Trosky is een kasteelruïne in het noorden van Tsjechië, bij het stadje Rovensko pod Troskami in het Boheems Paradijs.
Het kasteel is al van verre te zien want het is gebouwd op twee oude vulkanische pluggen. Op beide basaltheuvels is een toren gebouwd. De ene toren wordt Panna "Maagd" genoemd (relatief gezien 57 m hoog) en de andere Baba "Oud wijf" (relatief gezien 47 m hoog). Relatief ten opzichte van de zeespiegel (481 meter).
Met de bouw werd gestart in 1397. Tijdens de 30-jarige oorlog in de 17e eeuw was de burcht verlaten en vervallen.
Sinds 1928 is de Club van Tsjechische Toeristen de eigenaar van Trosky.

## Galerij

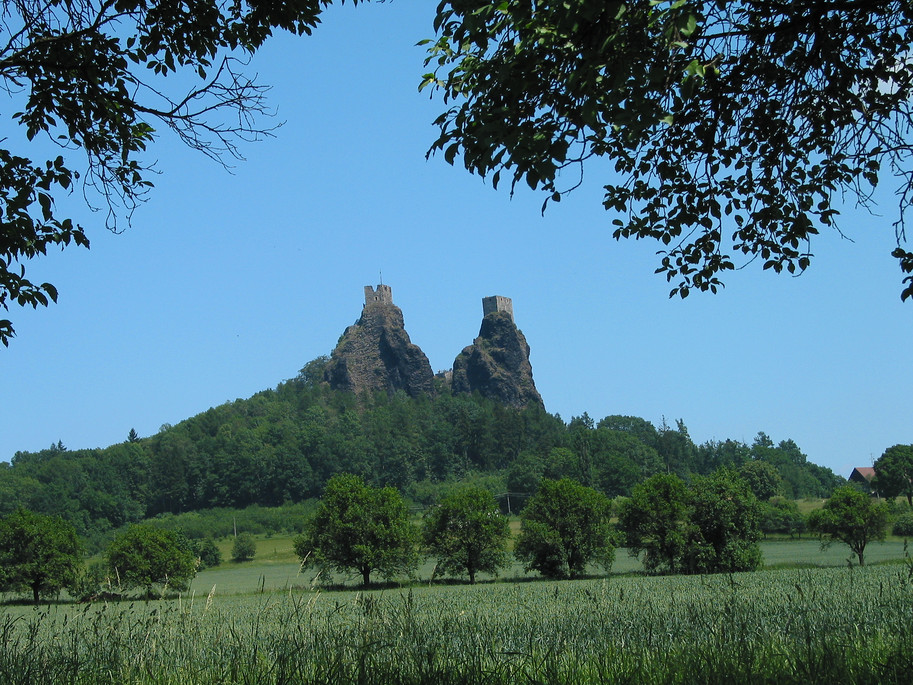
Zicht vanuit het zuiden
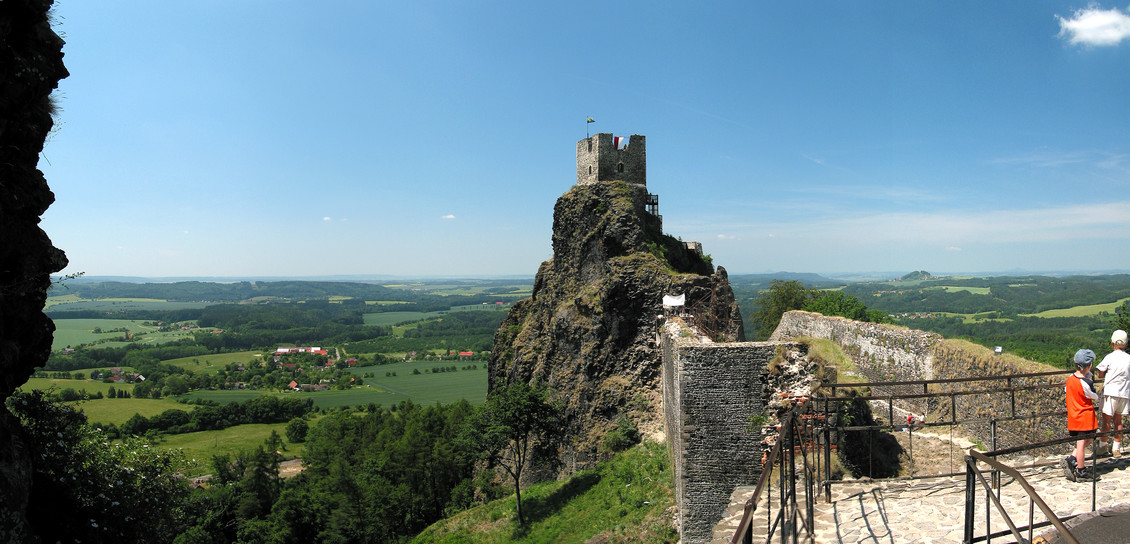
Uitzicht op toren Panna gezien vanaf toren Baba
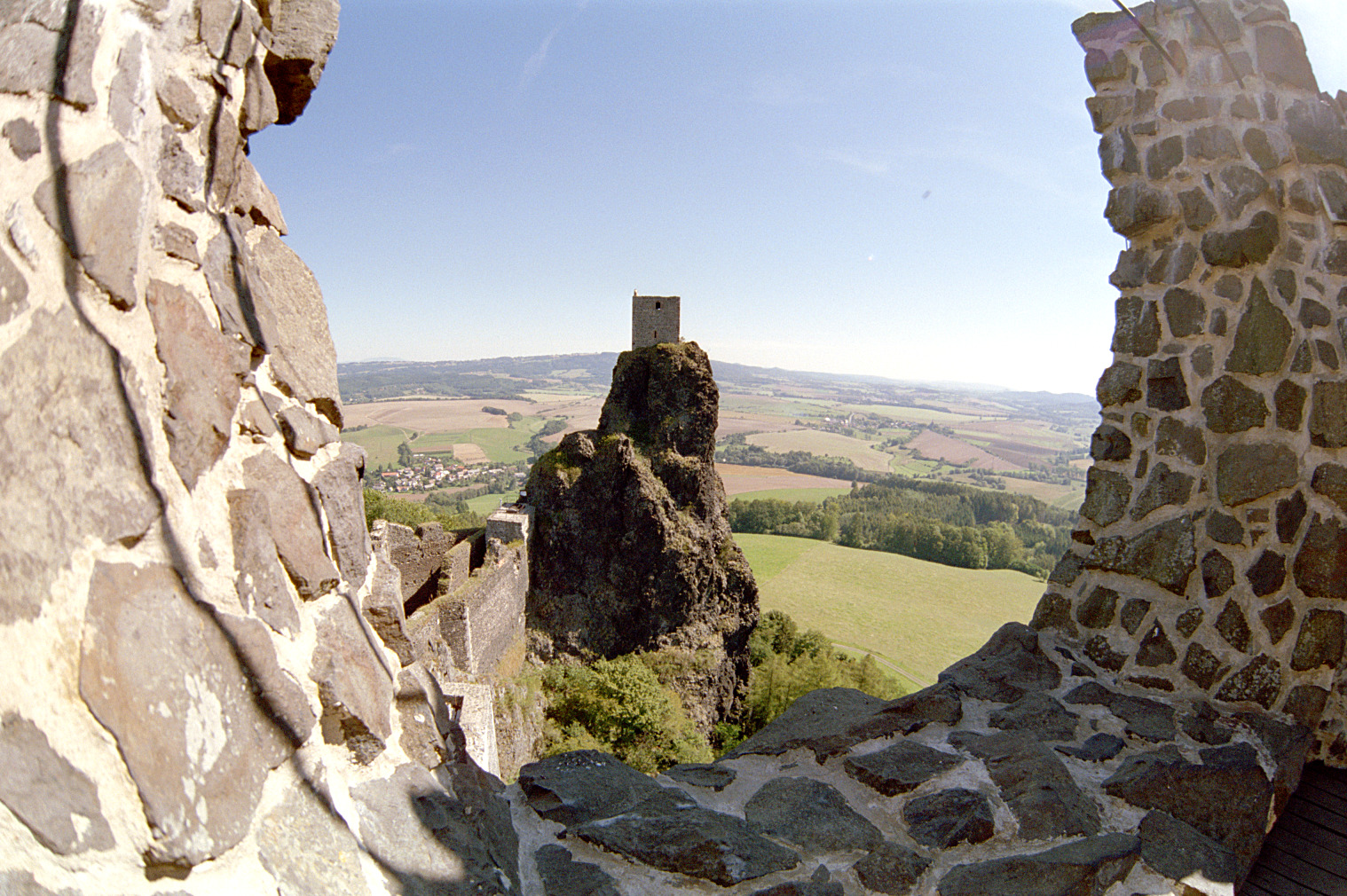
Vom niedrigeren Turm zum höheren Turm geblickt
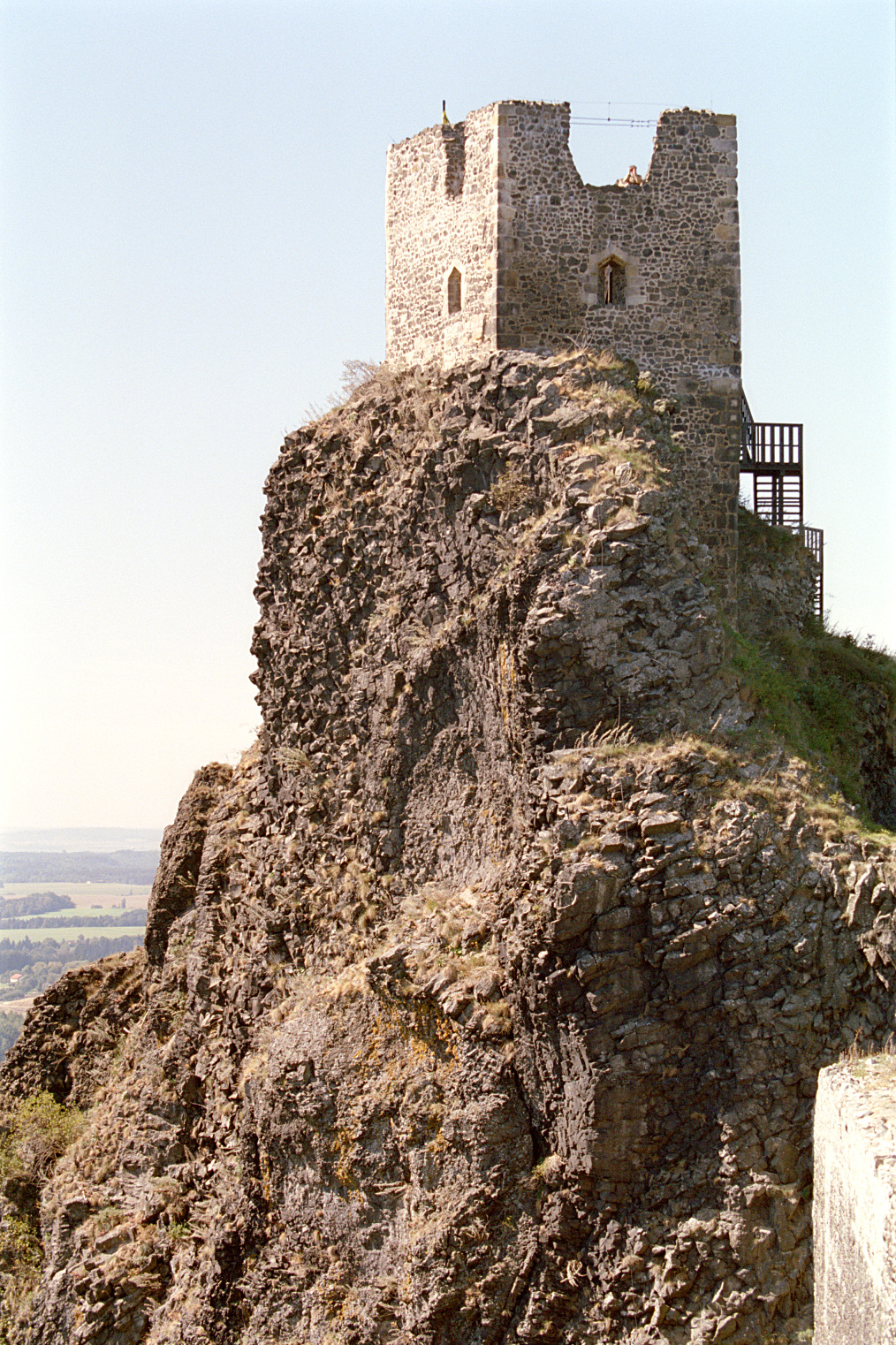
Toren Baba - Altes Weib
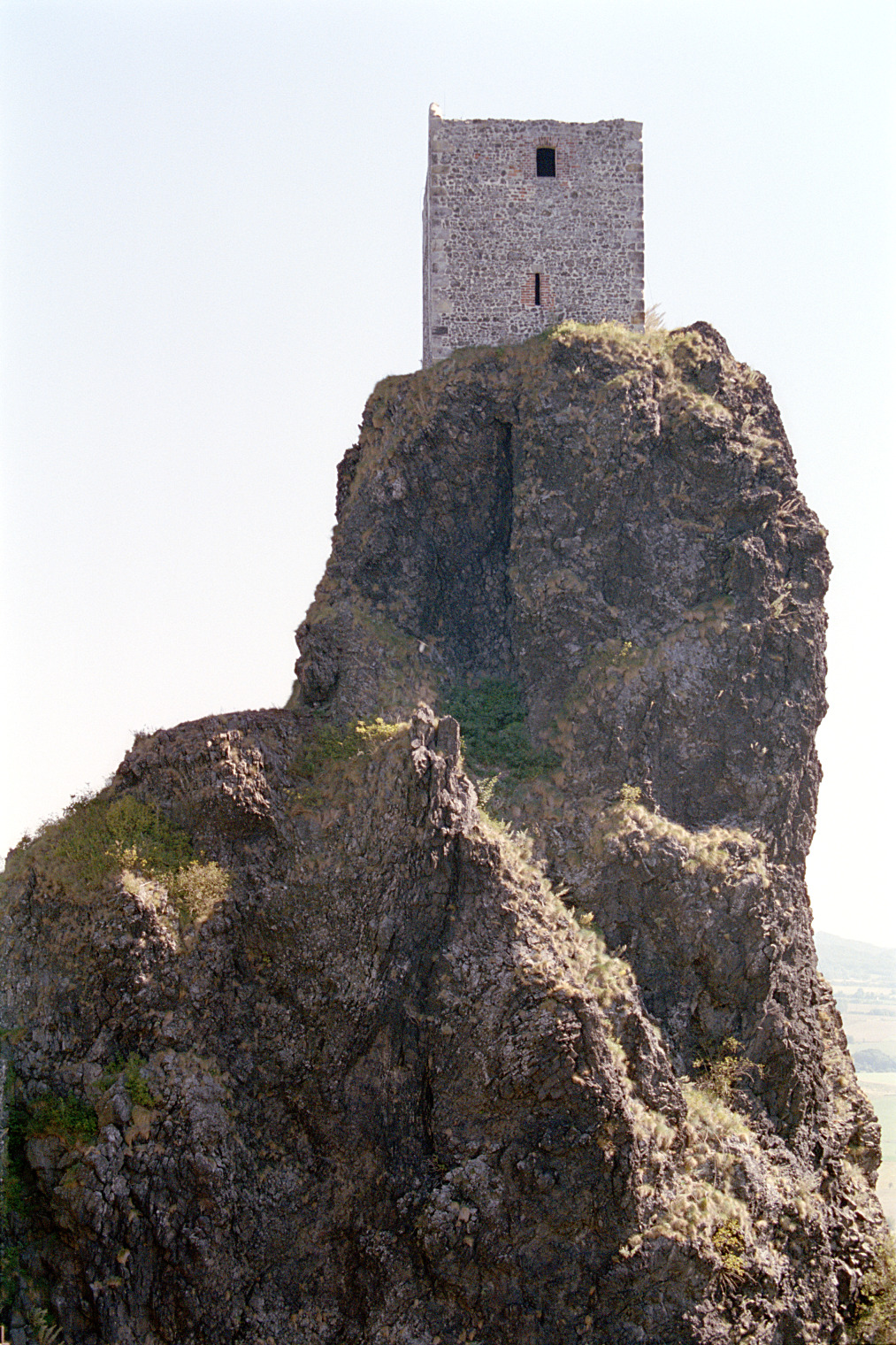
Toren Panna - Jungfrau
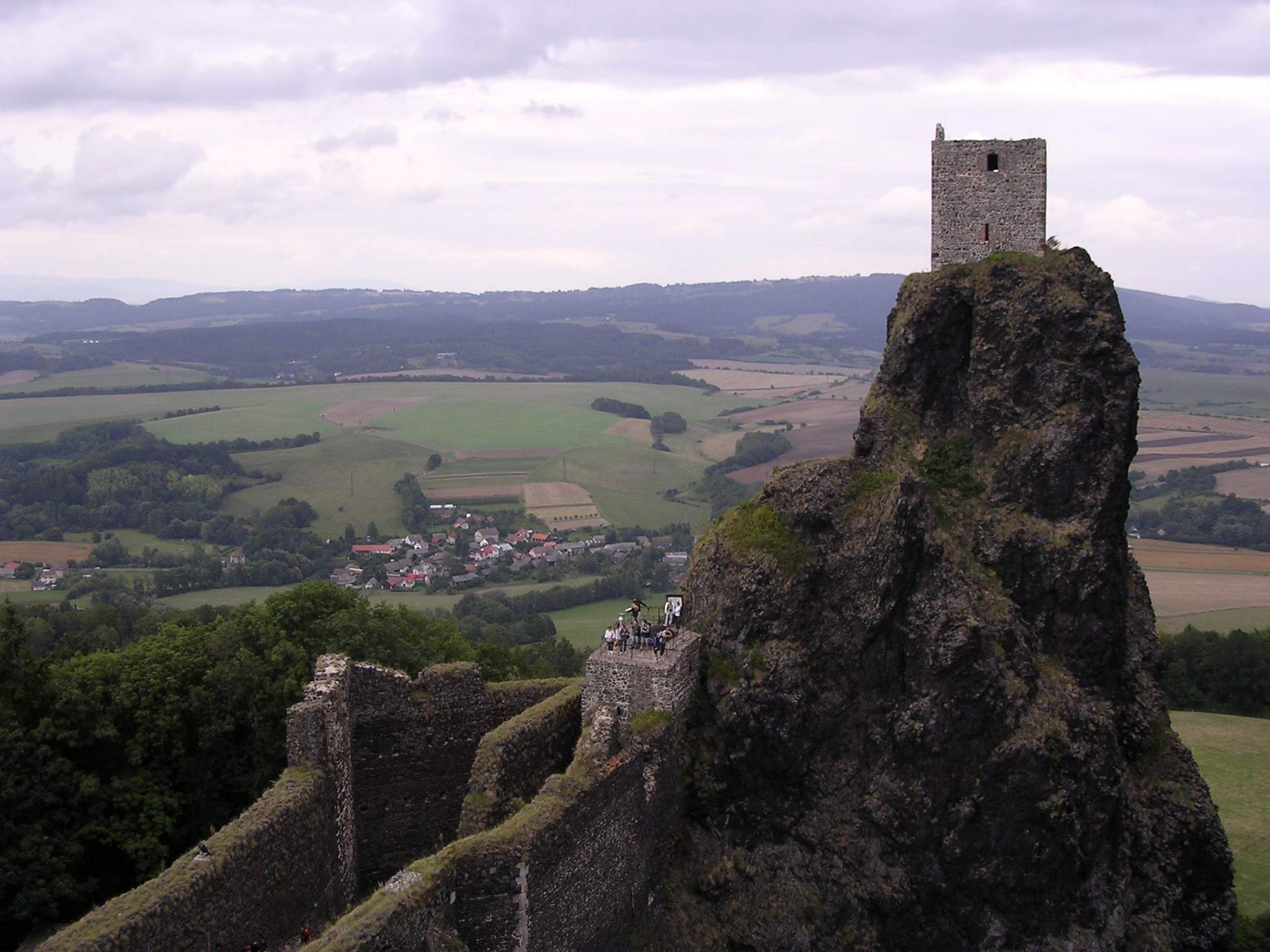